# Perizoma fractifascia
Perizoma fractifascia là một loài bướm đêm trong họ Geometridae.